# 蒙特萨尔基奥
蒙特萨尔基奥（義大利語：Montesarchio），是意大利贝内文托省的一个市镇。总面积26.26平方公里，人口13661人，人口密度520.2人/平方公里（2009年）。ISTAT代码为062043。

## 友好城市
- 法國拉加爾德 （1977年）
- 巴勒斯坦伯利恆 （2006年）
- 義大利托雷-德爾格雷科 （2008年）